# Nuôi cá rô phi

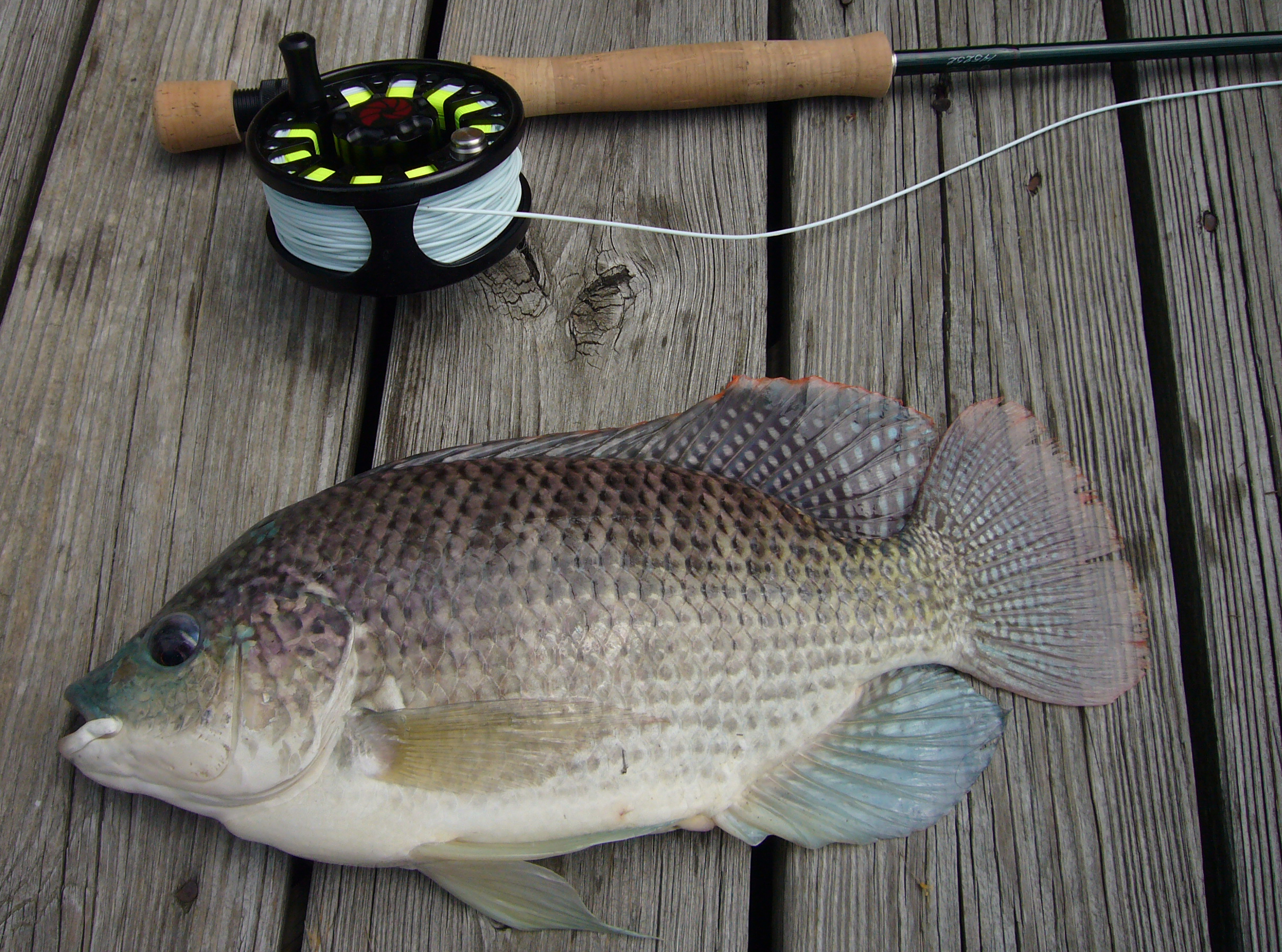
Cá rô phi

Nuôi cá rô phi là hoạt động nuôi các loài cá rô phi để tạo nguồn cung cấp thực phẩm cho con người. Cá rô phi là một loại cá tăng trưởng nhanh, khỏe mạnh mà từ lâu đã trở thành nguồn protein chủ yếu ở nhiều quốc gia đang phát triển và gần đây có nhu cầu cao ở các nước phát triển. Nuôi cá rô phi đã nhanh chóng vươn lên chiếm vị trí thứ ba trong ngành nuôi cá sau ngành nuôi cá chép và nuôi cá hồi với sản lượng 1,500,000 tấn trong năm 2002. Các loại cá rô phi được nuôi chính là cá rô phi đen, cá rô phi vằn và cá diêu hồng. 

## Tổng quan
Cá rô phi là một trong những loại cá được nuôi phổ biến nhất và được nhiều người yêu thích bởi giá thành rẻ cũng như hương vị thơm ngon. Trước đây, người ta cho rằng, cá rô phi vừa nhỏ, vừa nhiều xương cứng nên nó chỉ là loại cá của người nghèo nhưng nay, cá rô phi là loại cá đang được ưa chuộng. Các chợ thực phẩm đang chào hàng cá rô phi với đầu bếp nấu ăn tại chỗ và ăn thử, truyền hình cũng giới thiệu về cá rô phi. Đây là loại thủy sản được tiêu thụ nhiều thứ 4 tại Mỹ, cá rô phi cũng là một loại thực phẩm được sử dụng thường xuyên trong các bữa ăn của mỗi gia đình Việt.

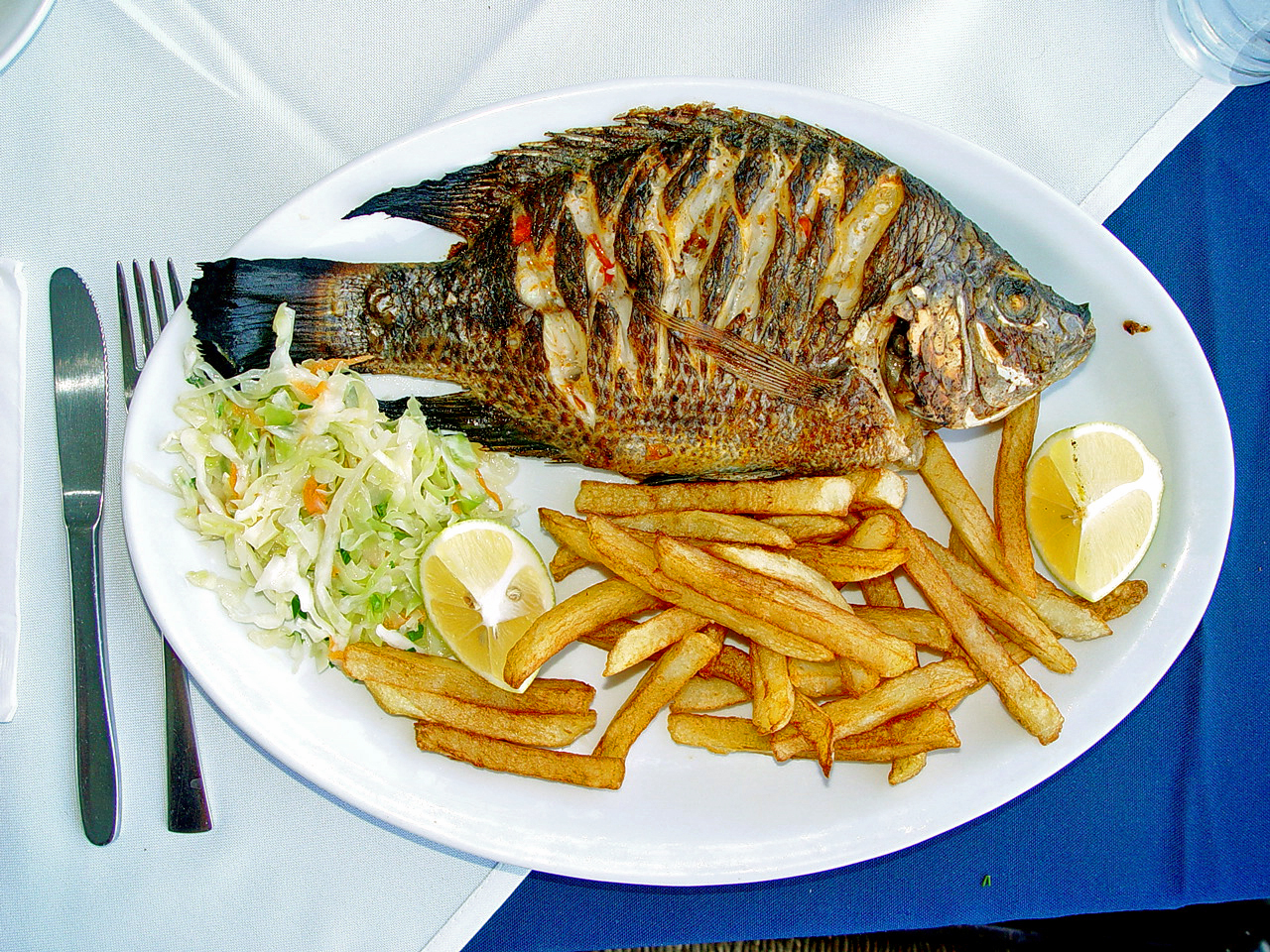
Một món ăn từ cá rô phi

Thịt cá rô phi có vị ngọt, bùi, trong thịt cá rô phi giàu khoáng, ít mỡ, lượng đạm vừa phải, tính bình, không độc, có tác dụng bồi bổ cơ thể  Trong cá rô phi chứa nhiều chất dinh dưỡng như vitamin, khoáng chất, protein, axit béo cần thiết, cá rô phi có lượng protein dồi dào và chứa lượng chất béo, cholesterol và calo thấp hơn thịt bò, thịt heo, còn có nhiều vitamin, khoáng chất và các axit béo thiết yếu tốt cho sức khỏe.
Chúng là loài cá mau lớn, dễ nuôi, ít dịch bệnh và có thể nuôi trong nhiều loại hình thủy vực khác nhau. Trước đây, cá rô phi thường được nuôi ghép với các loài cá khác trong ao hay trên ruộng lúa nhằm sử dụng hết nguồn thức ăn trong thủy vực. Các rô phi là nguyên liệu để chế biến thành những món ăn ngon, từ nướng, chiên, hấp, nấu canh như là cá rô phi kho tiêu, cá rô phi nướng sả, cá rô phi sốt cà chua 
Cá rô phi là món ăn quen thuộc với người Việt nhưng tiềm ẩn nguy cơ gây hại khôn lường cho sức khỏe. Cá rô phi có nguồn gốc không rõ ràng được nuôi bằng phân động vật có thể làm tăng nguy cơ ung thư gấp 10 lần so với cá được đánh bắt trong tự nhiên sản phẩm cá rô phi bán ngoài chợ hầu hết được cung cấp từ các hộ nuôi trồng của Việt Nam, nhưng trong tình hình hàng Trung Quốc tràn sang Việt Nam thì thận trọng khi mua cá rô phi, tránh mua phải các sản phẩm cá nuôi độc hại từ Trung Quốc đồng thời ăn ở mức độ vừa phải để không làm tăng nguy cơ mắc bệnh.

## Tình hình

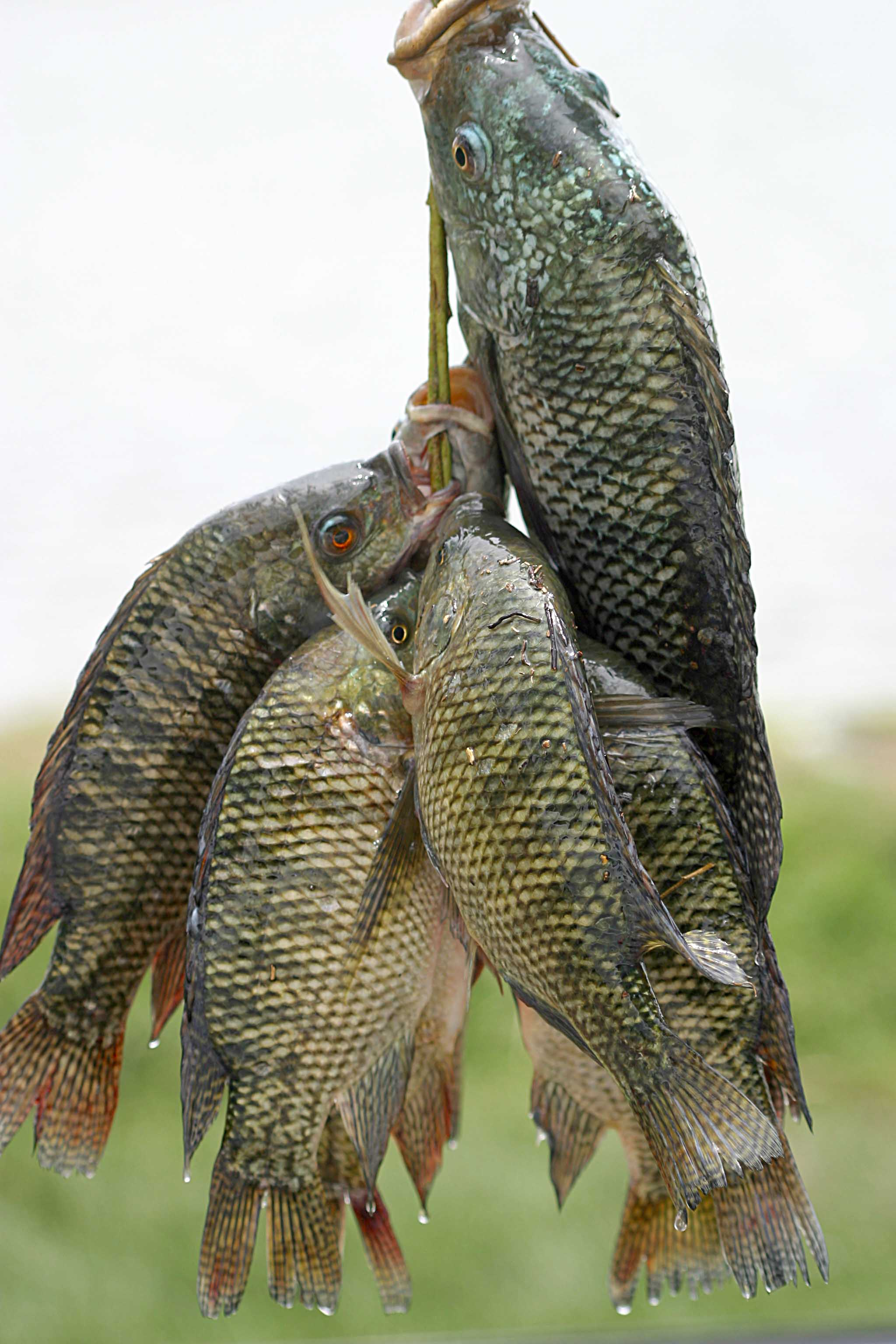
Đánh bắt cá rô phi

Bởi lý do đạt hiệu quả kinh tế cao, nhiều chủng thuộc giống Talipia đã được du nhập để nuôi trong những ao hồ nước ngọt, tại Trung Mỹ và vùng đông nam Á. Khoảng 2,3 triệu tấn cá rô phi được sản xuất hàng năm, trong đó 73% là cá nuôi. Phần lớn cá rô phi được sản xuất ở Trung Quốc, sau đó là Ai Cập, Indonesia, Thái Lan và Philippines. Mặc dù không được liệt kê vào các nước sản xuất lớn, Costa Rica, Honduras và Ecuador là những nhà cung cấp cá rô phi phi lê tươi quan trọng sang Hoa Kỳ.
Cá rô phi được nuôi rộng rãi trên thế giới với sản lượng hàng năm vào khoảng 2,8 triệu tấn. Sản lượng cá rô phi ở Việt Nam khoảng 50 ngàn tấn, chiếm 2,2% tổng sản lượng thủy sản nuôi. Các nước có nhu cầu cao tiêu thụ cá rô phi gồm cả Hoa Kỳ, nơi cá rô phi xếp thứ 8 trong danh sách 10 loài thủy sản được tiêu thụ nhiều nhất. Cá rô phi là mặt hàng thủy sản được nhập khẩu lớn thứ 3 vào Mỹ, sau tôm và cá hồi. Hầu hết cá rô phi được nhập khẩu vào Hoa Kỳ, Liên Minh châu Âu và Nhật Bản.

## Trên thế giới

### Trung Quốc
Cá ở đây còn được biết đến với tên gọi Cá rô phi Trung Quốc. Đến 80% nguồn cung cấp cá rô phi là 382,2 triệu pound (khoảng 173 nghìn tấn) mỗi năm là từ Trung Quốc. Nguồn nguyên liệu chế biến thực phẩm đông lạnh từ Trung Quốc, đặc biệt là cá rô phi để làm phi lê đông lạnh ẩn chứa nhiều loại chất cấm độc hại, các loại kháng sinh đưa vào thức ăn hay môi trường sống để kích thích cá sinh trưởng, phát triển. Nguồn cá này thực tế các hộ nhỏ lẻ nuôi, sau đó các công ty thu mua chế biến, nhưng dưới hình thức là công ty tự nuôi theo quy trình an toàn. Người nuôi cá sử dụng những loại hormone tăng trưởng và kháng sinh mạnh để cá có thể sống được trong môi trường đông nghịt bẩn thỉu.

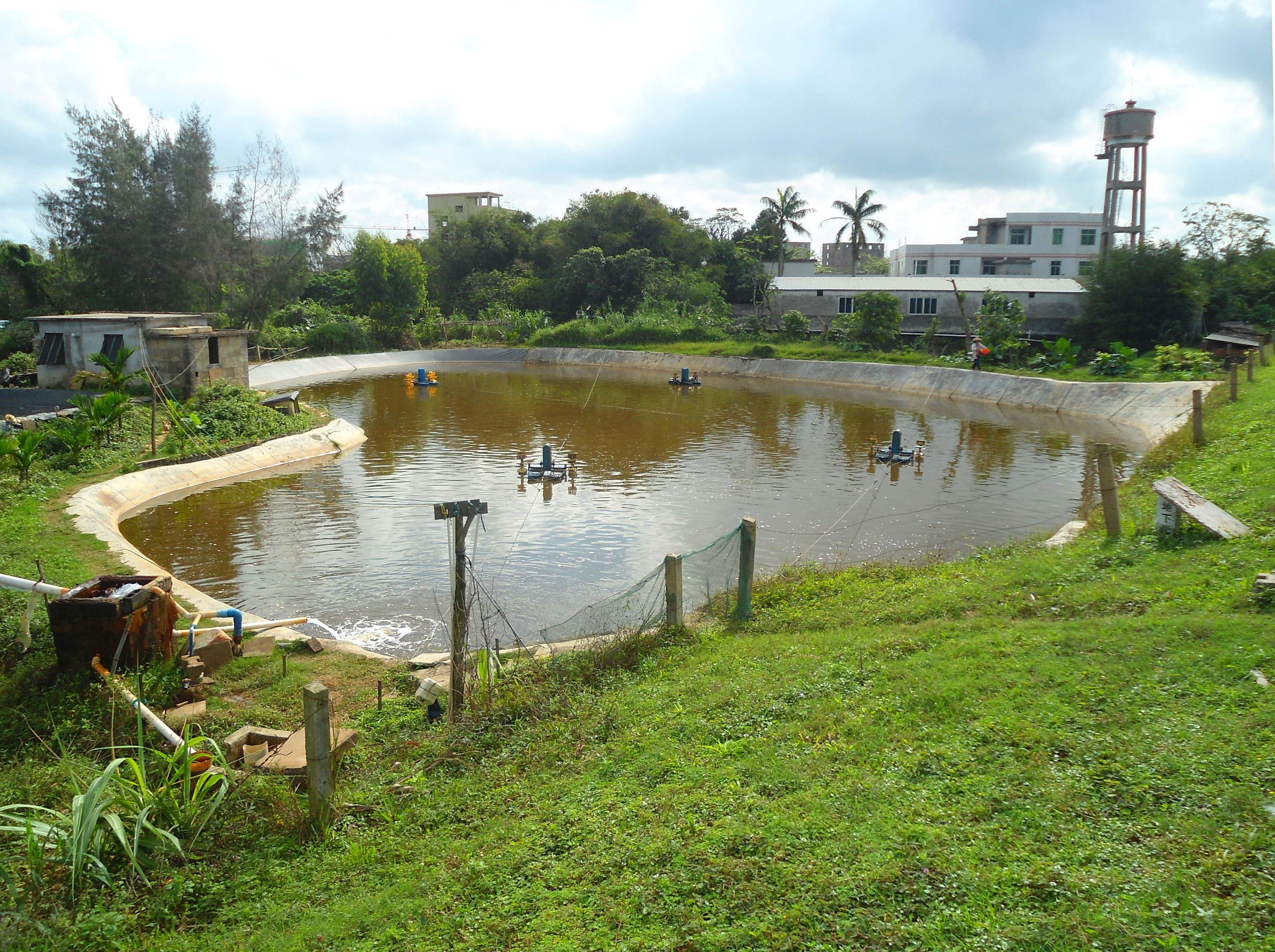
Nuôi cá ở đảo Hải Nam

Năm 2009, các nghiên cứu kinh tế của Bộ Nông nghiệp Mỹ (USDA) đã kiểm tra thủy sản nuôi nhập khẩu từ Trung Quốc và tiết lộ rằng nhiều nông trại cũng như nhà máy chế biến thực phẩm tại Trung Quốc đang nằm trong khu vực công nghiệp nơi không khí, nước, đất bị ô nhiễm, cá rô phi từ Trung Quốc còn được nuôi bằng phân động vật (vịt, gà, lợn...) nên ăn phải loại cá này có nguy cơ ung thư cao gấp 10 lần so với cá đánh bắt từ tự nhiên. Người nuôi cá ở Trung Quốc không cho con cái họ ăn cá mà họ nuôi. Có trường hợp một bé gái sống ở một làng cá bắt đầu có kinh nguyệt khi mới lên 7 do hàm lượng hormone dùng trong việc nuôi cá quá cao.
Cá rô phi trong thời gian gần đây dễ bị bệnh hơn. Nhiều chủ trang trại đã cung cấp cho cá thuốc kháng sinh để giúp chúng tránh khỏi bệnh tật. Những hóa chất này có hiệu quả trong việc giúp cá rô phi khỏe mạnh nhưng vẫn có hại cho sức khỏe con người khi ăn phải. Dibutylin một chất hóa học được sử dụng trong việc tạo ra nhựa PVC cũng có thể được tìm thấy trong cá rô phi nuôi ở trang trại. Một hóa chất độc hại khác từng được tìm thấy trong cá rô phi nuôi là dioxin. Nhiều nước châu Âu thường đưa ra những danh mục cấm các loại hóa chất độc hại. Tuy nhiên, cấm chất này, người nuôi lại tìm cách đưa chất khác vào.

### Việt Nam

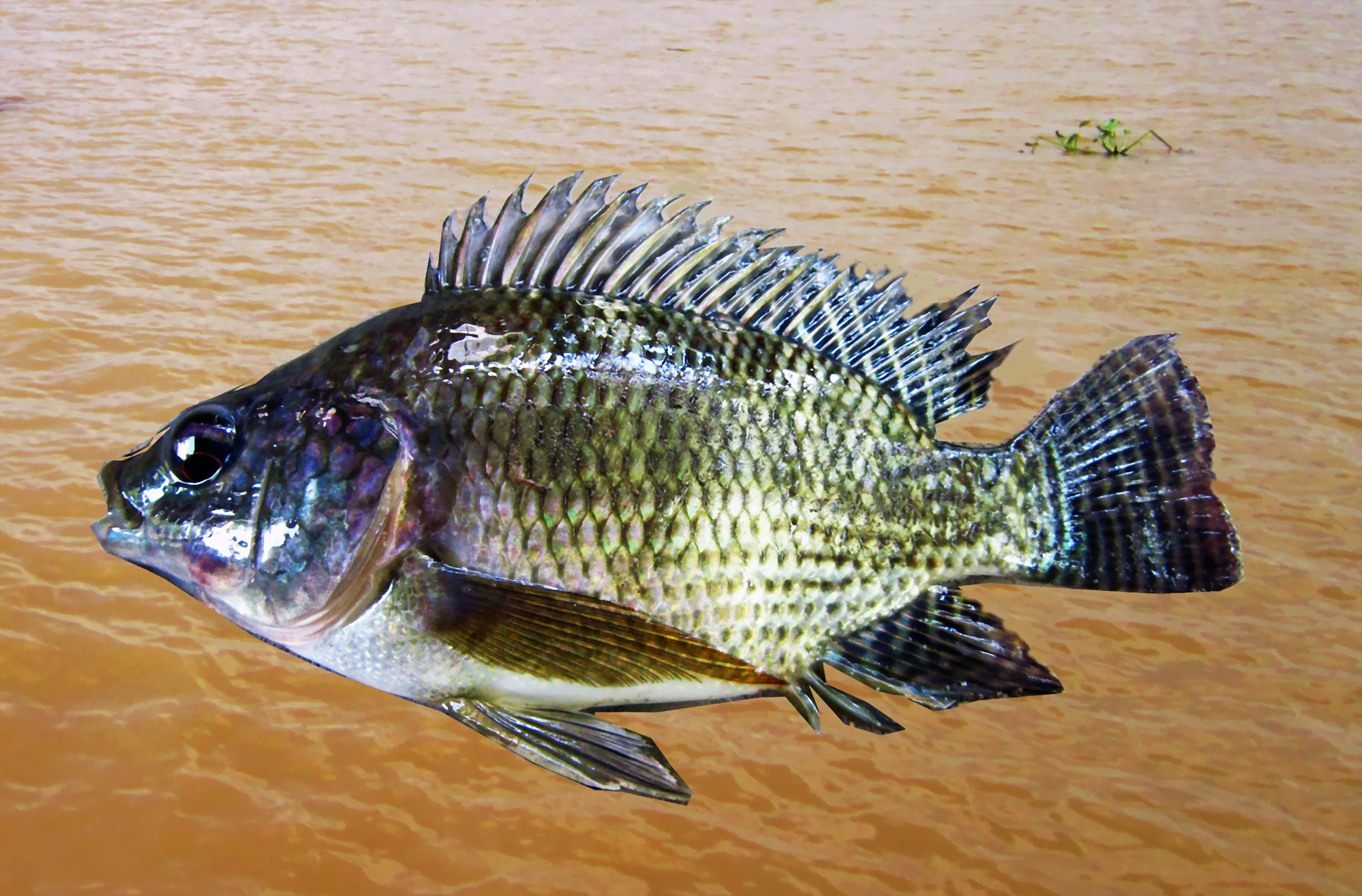
Cá rô phi ở miền Nam Việt Nam

Ở Việt Nam, cá rô phi được coi là sản phẩm xuất khẩu chủ lực, diện tích nuôi cá rô phi ở Đồng bằng sông Cửu Long tăng lên khoảng 13.000-15.000 ha (tương đương 3% diện tích nước ngọt) để sản lượng đạt 120.000-150.000 tấn, trong đó 2/3 dành cho xuất khẩu, kim ngạch thu về từ số cá này vào khoảng 100-120 triệu USD mỗi năm.

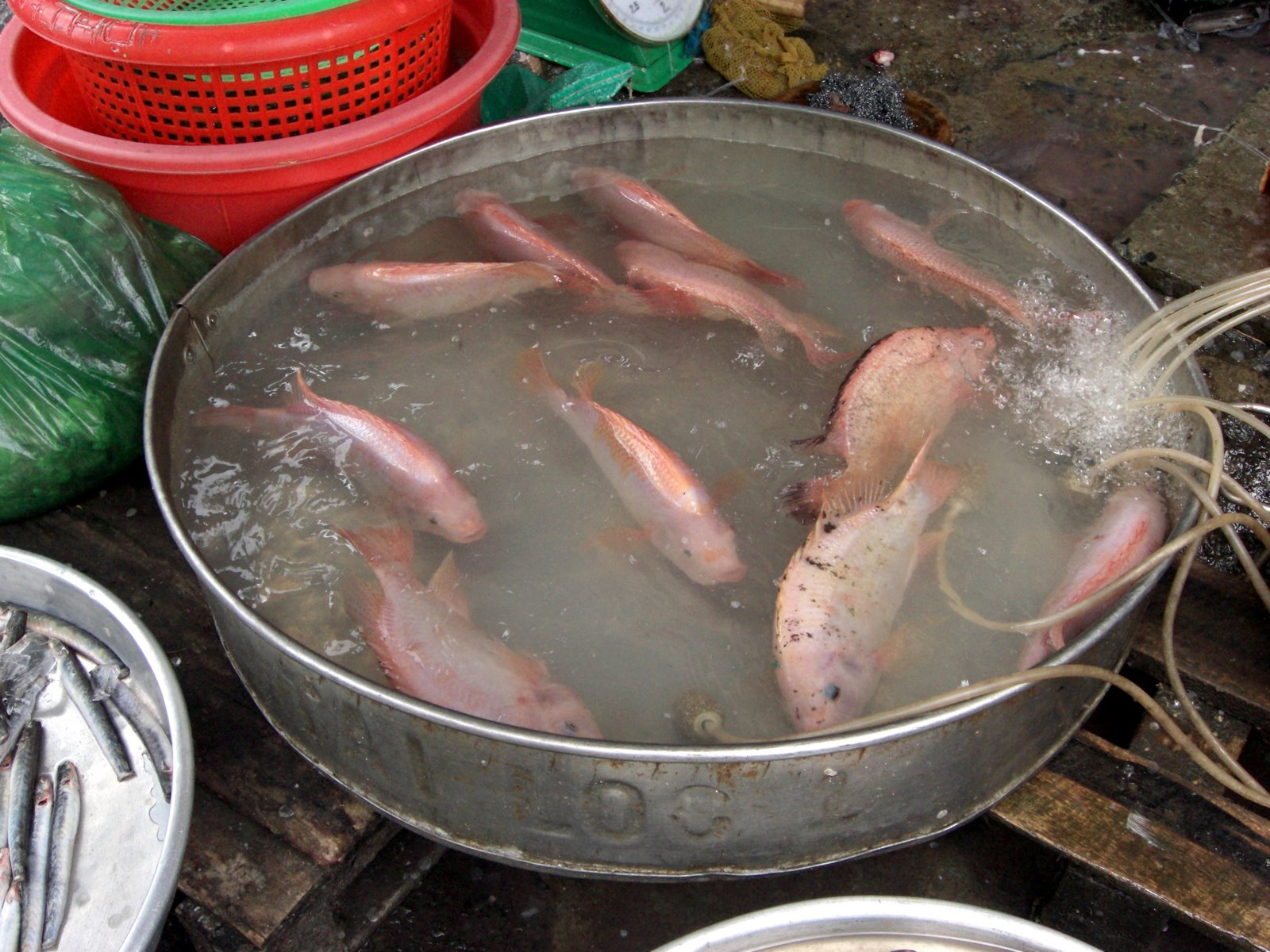
Cá diêu hồng được bày bán ở chợ tại Thành phố Hồ Chí Minh

Còn cá diêu hồng được chăn nuôi chủ yếu ở miền Nam bộ mà tập trung ở đồng bằng sông Cửu Long, nơi có những điều kiện về thổ nhưỡng, thủy lưu thích hợp nhất cho loài cá này. Cá điêu hồng chủ yếu được tiêu thụ ở nội địa, chưa có thị trường xuất khẩu nên đã ảnh hưởng đến việc mở rộng quy mô nuôi loại cá này. Cá diêu hồng là một loại cá đang được thị trường ưa chuộng và là một trong những loại cá được nuôi phổ biến nhất ở đồng bằng sông Cửu Long. Sau khi nuôi thử nghiệm và phát triển đại trà thời gian gần đây ở vùng đồng bằng sông Cửu Long.
Trước đây, người dân ở đồng bằng sông Cửu Long nuôi cá diêu hồng chủ yếu là thả tự nhiên trong ao, thức ăn đơn giản chỉ là rau, cám. Cá lớn lên trong môi trường tự nhiên nên thời gian nuôi kéo dài, trung bình 6-7 tháng mới thu hoạch. Trọng lượng và chất lượng cá vì thế cũng không đồng đều. Hiện nay, trên các tuyến sông Tiền, sông Hậu và sông Cổ Chiên, có 525 lồng bè nuôi cá, tăng 20% so với cùng kỳ năm ngoái. Tiền Giang hiện có gần 1.600 lồng bè nuôi cá, chủ yếu là nuôi cá điêu hồng với sản lượng cá thịt cung cấp cho thị trường hàng năm khoảng 18.000 tấn, tập trung chủ yếu ở Thành phố Mỹ Tho và huyện Châu Thành. 

### Đài Loan
Đài Loan được xem là đi đầu về nuôi cá diêu hồng ở khu vực (từ 1946) và đạt sản lượng cao nhất thế giới 80.000 tấn năm 1982. Năm 1999, sản lượng của Đài Loan chỉ còn 57.269 tấn (54 triệu USD), năm 2000 còn khoảng 50.000 tấn (60 triệu USD) và chiếm 24% sản lượng cá nuôi ở Đài Loan. Diện tích nuôi trên 8.300 ha (2000), có 1921 ha nuôi đơn trong ao, 5830 ha nuôi ghép trong ao. Về xuất khẩu: 1996 là 15.328 tấn, năm 1999 đạt 36.597 tấn và có 71% xuất sang Mỹ. Việc chăn nuôi cá diêu hồng được thực hiện theo hình thức thâm canh.

### Thái Lan
Thái Lan đã hoàn thiện công nghiệp tạo cá diêu hồng đơn tính đực và ứng dụng phổ biến trong thập niên 90 thế kỷ trước, từ kỹ thuật của AIT. Có trại sản xuất giống được xây dựng năm 1994, đến nay mỗi năm sản xuất 10 – 20 triệu cá giống đơn tính (99% đực). Việc chăn nuôi cá diêu hồng được thực hiện theo hình thức thâm canh. Tổng sản lượng cá diêu hồng của Thái Lan khoảng 150 ngàn tấn/ năm (1998: 147.522 tấn).

### Indonesia
Ở Indonesia, Cá diêu hồng được nuôi ghép với các loài như cá chép, cá mè vinh, tai tượng trong mô hình nuôi kết hợp, cho cá ăn thức ăn hoặc dùng phân bón. Nuôi cá bè phát triển trên sông, kênh thủy lợi, hồ chứa. Bè có kích thước 7m x 7m x 2 m, thả 100 đến 150 kg cá giống, cho cá ăn thức ăn công nghiệp. Việc chăn nuôi cá diêu hồng được thực hiện theo hình thức quảng canh.

### Malaysia
Ở Malaysia, công nghệ nuôi thâm canh cá diêu hồng trong bè được nhập từ Singapore trong thập niên 1980. Cá giống 25 – 125 gam/ con được thả nuôi trong bể ximent tam giác (33 x 14 x 15 m) với 250 – 1.000 kg cá giống / bể. Việc chăn nuôi cá diêu hồng được thực hiện theo hình thức thâm canh. Ngoài các nước trên, nghề nuôi cá diêu hồng còn phát triển ở các nước như Singapore (nuôi theo hình thức thâm canh, trong bè ngoài biển), Myanma (quảng cảnh ao nước ngọt).